# 오호항
오호항(五湖港)은 대한민국 강원특별자치도 고성군 죽왕면 오호리에 있는 어항이다. 1972년 5월 4일 지방어항으로 지정하여 관리하고 있다. 시설관리자는 고성군수이다.

## 어항 구역
가진항의 어항구역은 다음과 같다.
- 수역
  - 동방파제 북서측 산24-1의 동측 돌출부(N38˚ 19´ 28.528˝ E126˚ 31´ 57.549˝, X:536,130.249, Y:158,885.396)에서 282°방향으로 330m지점(N38˚ 19´ 18.070˝, E126˚ 32´ 00.441˝, X:535,807.460, Y:158,954.007), 이점에서 162°방향으로 270m지점(N38˚ 19´ 20.738˝, E126˚ 31´ 49.853˝, X:535,891.032, Y:158,679.266), 이점에서 95°방향으로 140m지점 54-10번지 남동쪽 돌출부(N38˚ 19´ 25.258˝, E126˚ 31´ 49.298˝, X:536,030.448, Y:158,684.49)을 순차적으로 연결한 선이 해안선과 맞닿는 선내의 공유수면
- 육역
  - 고성군 죽왕면 오호리 29-7 (잡종지, 250m2)
  - 고성군 죽왕면 오호리 29-8 (대지, 456m2)
  - 고성군 죽왕면 오호리 29-9 (잡종지, 1934m2)
  - 고성군 죽왕면 오호리 29-24 (잡종지, 992m2)
  - 고성군 죽왕면 오호리 29-30 (잡종지, 1332m2)
  - 고성군 죽왕면 오호리 29-31 (제방, 1929m2)
  - 고성군 죽왕면 오호리 29-32 (제방, 3200m2)
  - 고성군 죽왕면 오호리 29-34 (잡종지, 115m2)
  - 고성군 죽왕면 오호리 29-35 (잡종지, 511m2)
  - 고성군 죽왕면 오호리 29-38 (잡종지, 116m2)
  - 고성군 죽왕면 오호리 29-40 (제방, 519m2)
  - 고성군 죽왕면 오호리 29-41 (잡종지, 357m2)
  - 고성군 죽왕면 오호리 29-42 (잡종지, 138m2)
  - 고성군 죽왕면 오호리 29-43 (제방, 43m2)
  - 고성군 죽왕면 오호리 29-44 (제방, 26m2)